# Vice-chanceliers de Bretagne

## Liste des vice-chanceliers de Bretagne
| Dates | Titulaire              | Duc                     | Notes | Blason |
| ----- | ---------------------- | ----------------------- | --- | ------ |
| 1420  | Jean de Bruc           | Jean V le Sage          | D'argent, à la rose de gueules boutonnée d'or |        |
| 1451  | Yves de Pontsal        | Pierre II le Simple     | D'argent à la fasce de gueules chargée de trois besants d'or et accompagnée de six mouchetures d'hermines de sable Évêque de Vannes.                                   |        |
| 1457  | Jean Ynisan            | Arthur III le Justicier | D'or, à la fasce de gueules, accompagné de trois annelets de même |        |
| 1459  | Bertrand de Coetanezre | François II             | De gueules, à trois épées d'argent, garnies d'or les pointes en bas, rangées en bandes                                                                                 |        |
| 1460  | Jean de Rouville       | François II             | D'argent, à la bande de gueules chargé de trois roses d'argent, accompagné de deux croissant de gueules, celui du chef renversé                                        |        |
| 1462  | Guy du Boschet         | François II             | D'azur, à deux levrettes d'argent, colletées de gueules, bouclées d'or                                                                                                 |        |
| 1462  | Jean de La Rivière     | François II             | D'azur, à la croix engrêlé d'or |        |
| 1468  | Jean de Romillé        | François II             | D'azur, à deux léopards couronnés d'or, lampassés et armés de gueules                                                                                                  |        |
| 1485  | Gilles de La Rivière   | François II             | D'azur, à la croix engrêlé d'or |        |
| 1491  | Guillaume Guéguen      | Anne                    | D'argent, à l'olivier de sinople, au franc quartier d'hermines, chargé de deux haches d'armes en pal                                                                   |        |
| 1512  | Jean Berthelot         | Anne                    | Parti d'hermines et d'azur, au chevron accompagné de trois macles de l'un en l'autre                                                                                   |        |
| 1524  | Jean Briçonnet         | Claude de France        | D'azur, à la bande componée d'or et de gueules, de 5 pièces, chargée sur le 1er compon de gueules, d'une étoile d'or, et accompagné d'une autre étoile de même en chef |        |
| 1532  | Louis des Déserts      | François III            | De sable, au chef endenché d'argent, chargé de trois coquilles de gueules                                                                                              |        |